# Averna
Averna (italsky: Amaro Siciliano) je alkoholický nápoj řadící se mezi kořeněné bittery. Vyrábí jej již čtvrtá generace sicilské rodiny Averneových. Receptura je přísně tajná a obsahuje výtažky z bylin a lékořicového dřeva. Obsahuje 32 % alkoholu.

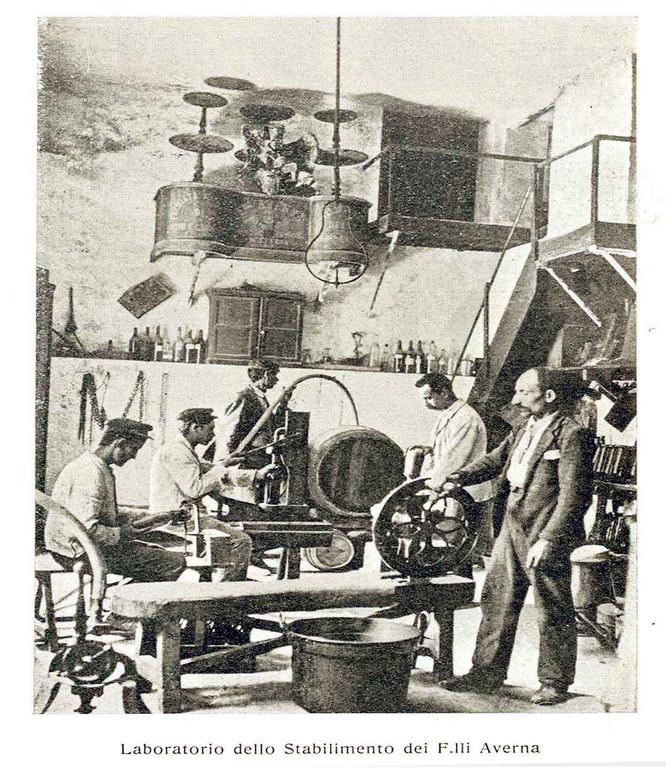
Fratelli Averna, Caltanisetta, 1911